# デカイスネア・インシグニス

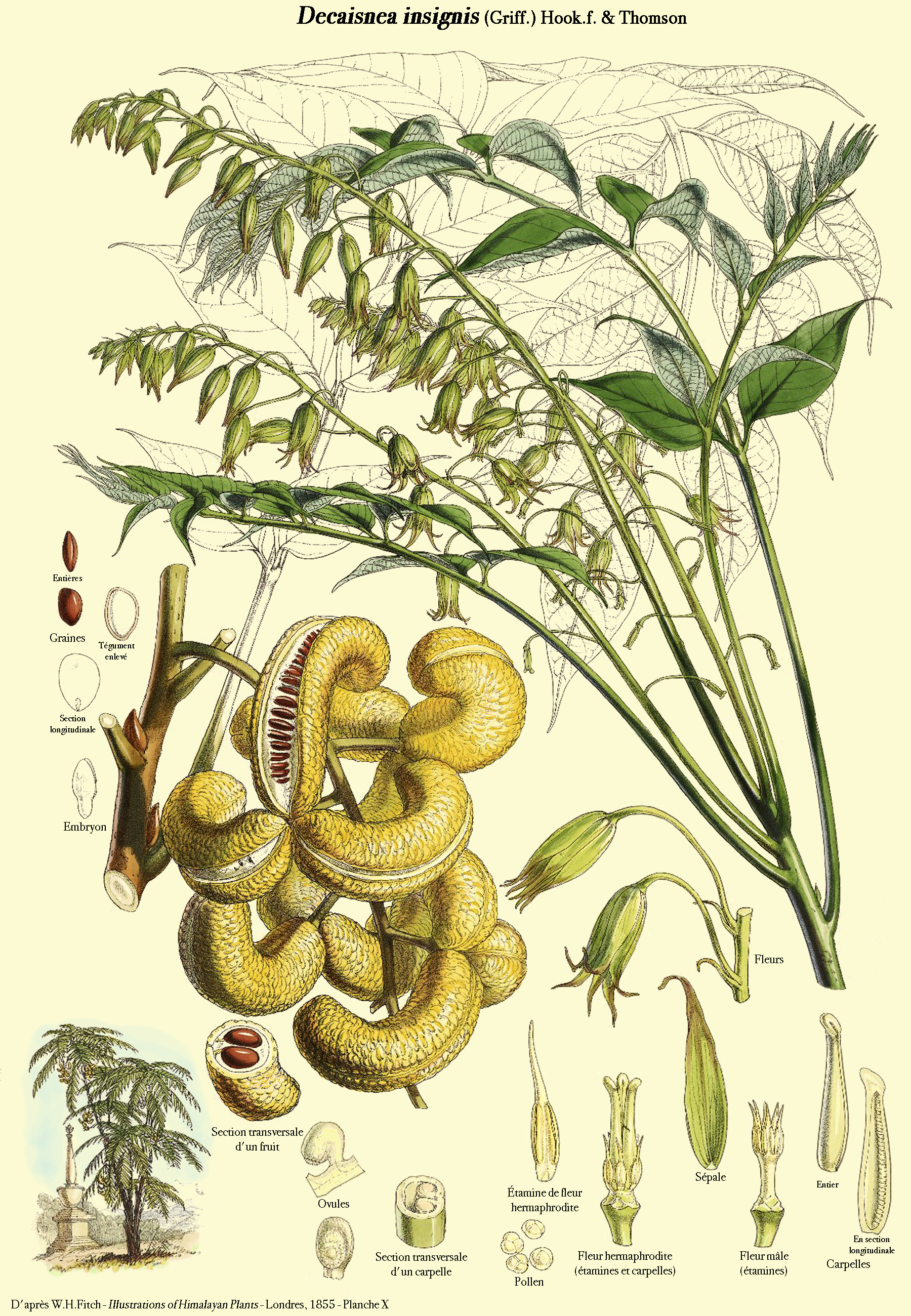
図版

デカイスネア・インシグニス Decaisnea insignis はアケビ科に含まれる植物で、この科で唯一の直立する木本である。この属には本種のみが含まれる。

## 特徴
落葉性の低木で、高さ2-5mに達する。葉は奇数羽状複葉で、長さは50-90cmになり、小葉は13-23枚に達する。冬芽には2枚の卵形の鱗片がある。
花期は4-6月。雌雄同株、または異株で、花序は円錐花序をなし、普通は枝の先端につける。萼片は6枚あり、披針形で先端は細長く伸びて尖る。花弁はない。雄蘂は6本あって互いにくっついて1本にまとまる。雌蘂は3本で、それぞれの内部には多数の胚珠が2列に並んで収まる。果実は8-10月に熟し、円柱形で少し曲がった形をしていて猫の糞に似ているとも。果実は液果で、腹縫線で裂開する場合もある。またこの果実は食べられる。種子は扁平な楕円形で長さ1cm、黒くて光沢がある。

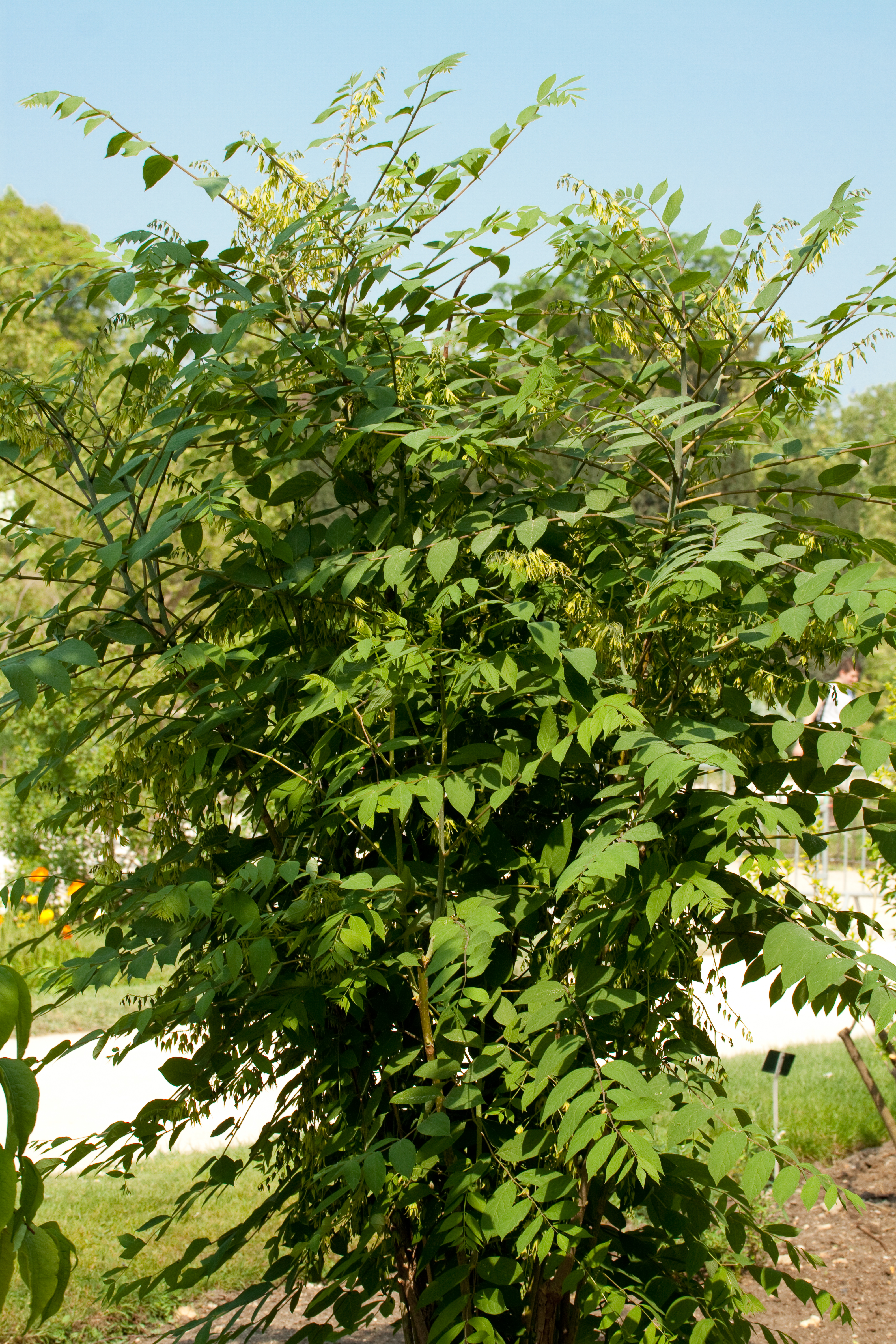
全体の様子
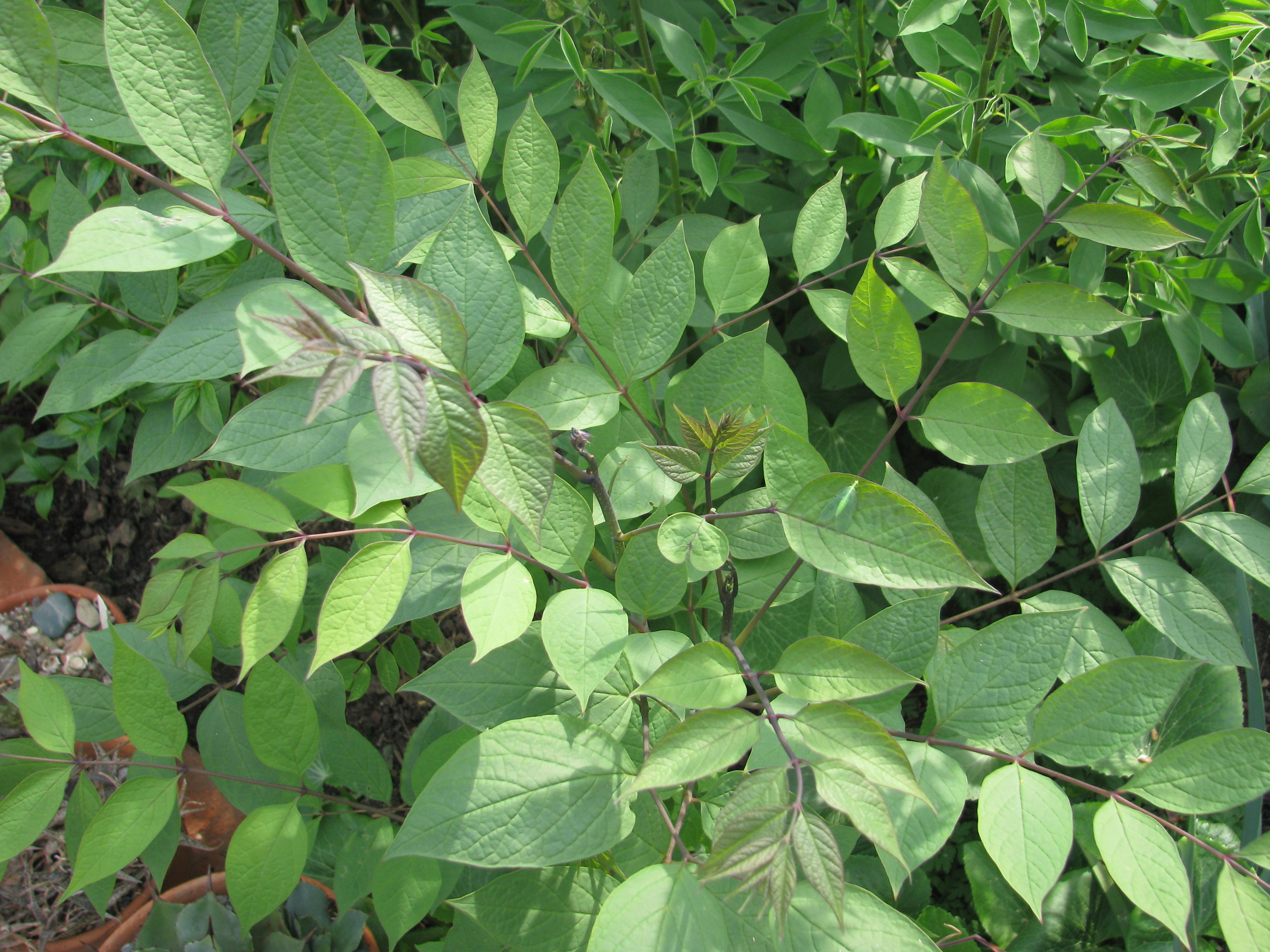
葉
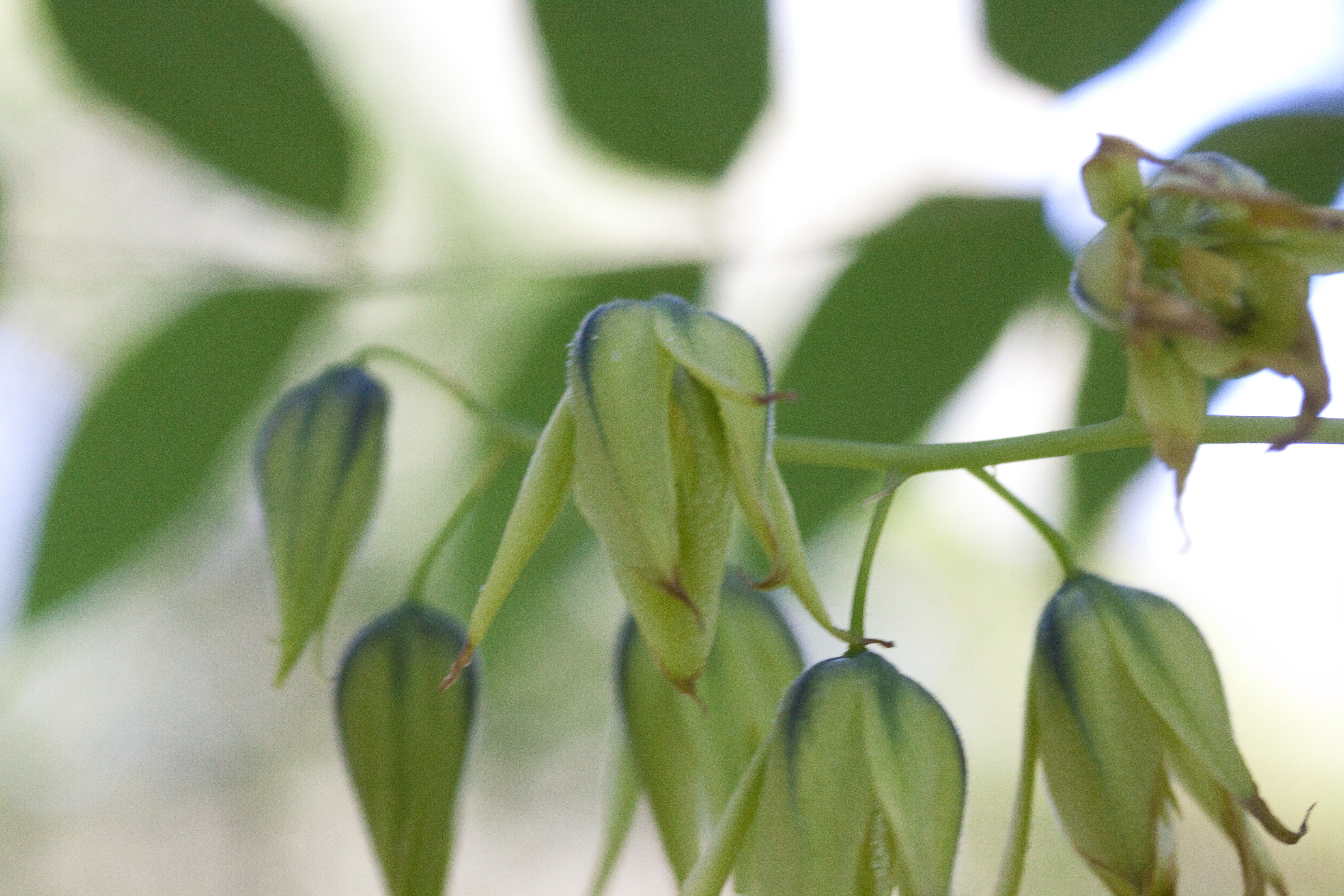
花
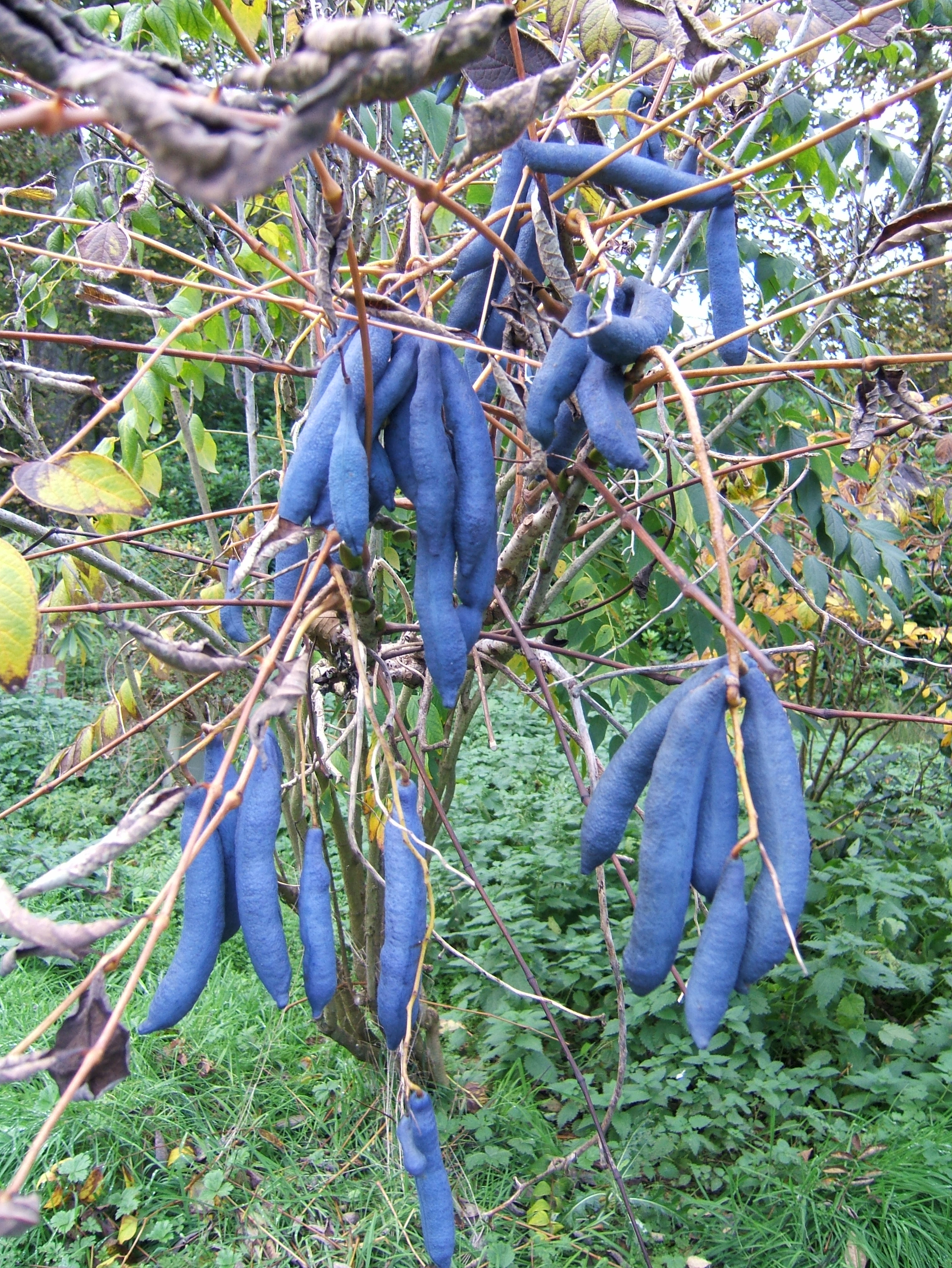
成熟した果実
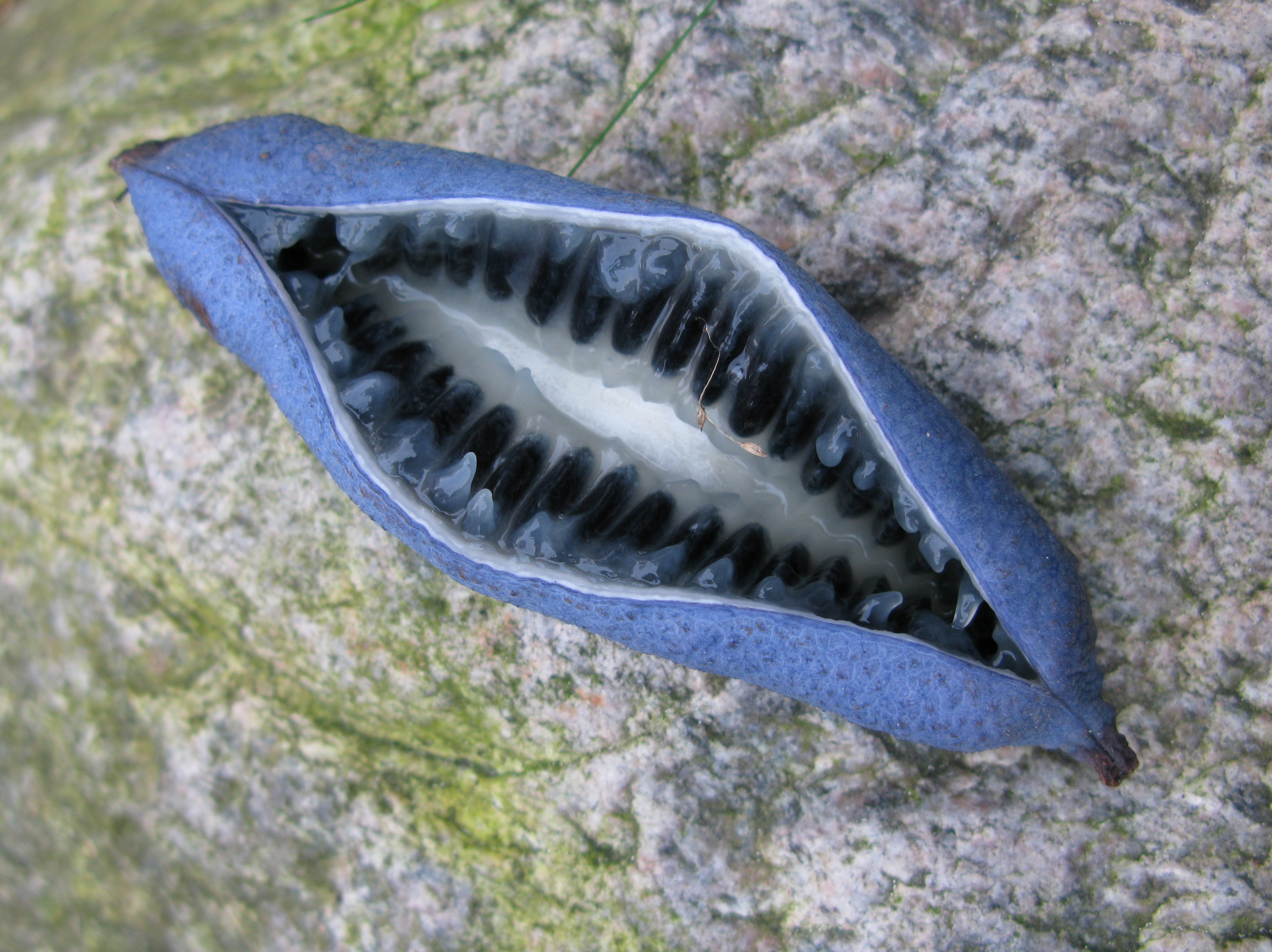
果実が裂開した様子

### 名称について
属の学名はフランスの植物学者であり、アケビ科の植物の分類研究の基礎を築いたとされるジョセフ・ドケーヌ(Joseph Decaisne)にちなむ。漢名は猫児子で、また猫児屎とも言い、これは果実が猫の糞に似ているためである。

## 分布と生育環境
ネパール、インド東北部のシッキム州、ブータン、ミャンマー北部、及び中国の黄河以南に分布する。また化石記録からは第三紀にヨーロッパが分布域に含まれていたとされる。標高500-3800mの区域の日の当たらない斜面の雑木林の、その林床から林縁に生育する。

## 分類
本属は本種のみを含む単形属である。この種はアケビ科で唯一、直立する樹木になるもので、他の属は全て蔓性になる。また他のものが掌状複葉であるのに対し、本属は羽状複葉である。更に本属では木部に単穿孔の道管を持ち、これらの特徴は本属がアケビ科の中でもっとも原始的なものであることを示すとされる。

## 利用
欧米では観賞用に栽培される。また果実は食用とされ、果実と根は中国の民間療法で結核の咳の治療に用いられる。